# Hemaris ottonis
Hemaris ottonis là một loài bướm đêm thuộc họ Sphingidae. Loài này có ở Viễn Đông Nga, đông bắc Trung Quốc và bán đảo Triều Tiên.
Sải cánh khoảng 37–40 mm. Nó gần giống loài Hemaris staudingeri but distinguishable by the pale lateral stripes on the upperside of the thorax. 
Cá thể trưởng thành mọc cánh từ giữa tháng 5 tới cuối tháng 7 in Korea.
Ấu trùng được ghi nhận ăn các loài Lonicera japonica.